# Chlorotettix orbonata
Chlorotettix orbonata är en insektsart som beskrevs av Ball 1903. Chlorotettix orbonata ingår i släktet Chlorotettix och familjen dvärgstritar. Inga underarter finns listade i Catalogue of Life.